# Honestech
Honest Technology, o Honestech Inc., es una empresa estadounidense proveedora de soluciones de entretenimiento y comunicación de audio y video digital, con sede en Austin (Texas). Algunos de sus productos estrella incluyen VHS a DVD, grabadoras de audio, FOTOBOX Plus, MY-IPTV y Claymation Studio. La empresa desarrolla productos basados en tecnologías de software de codificación/decodificación MPEG en tiempo real.

## Productos
- VHStoDVD Deluxe [3]
- Audio Recorder 2.0 Deluxe[4]
- Claymation Studio 2.0[5]
- Video Editor 8.0
- nScreen Deluxe[6]
- nScreen Office
- nScreen Stick
- Home Monitor Wireless
- FOTOBOX Plus[7]
- Honestech TVR

## Premios
Honestech Inc. ganó el premio de la CES "Diseño e ingeniería" en 2009.